# Música Nostra

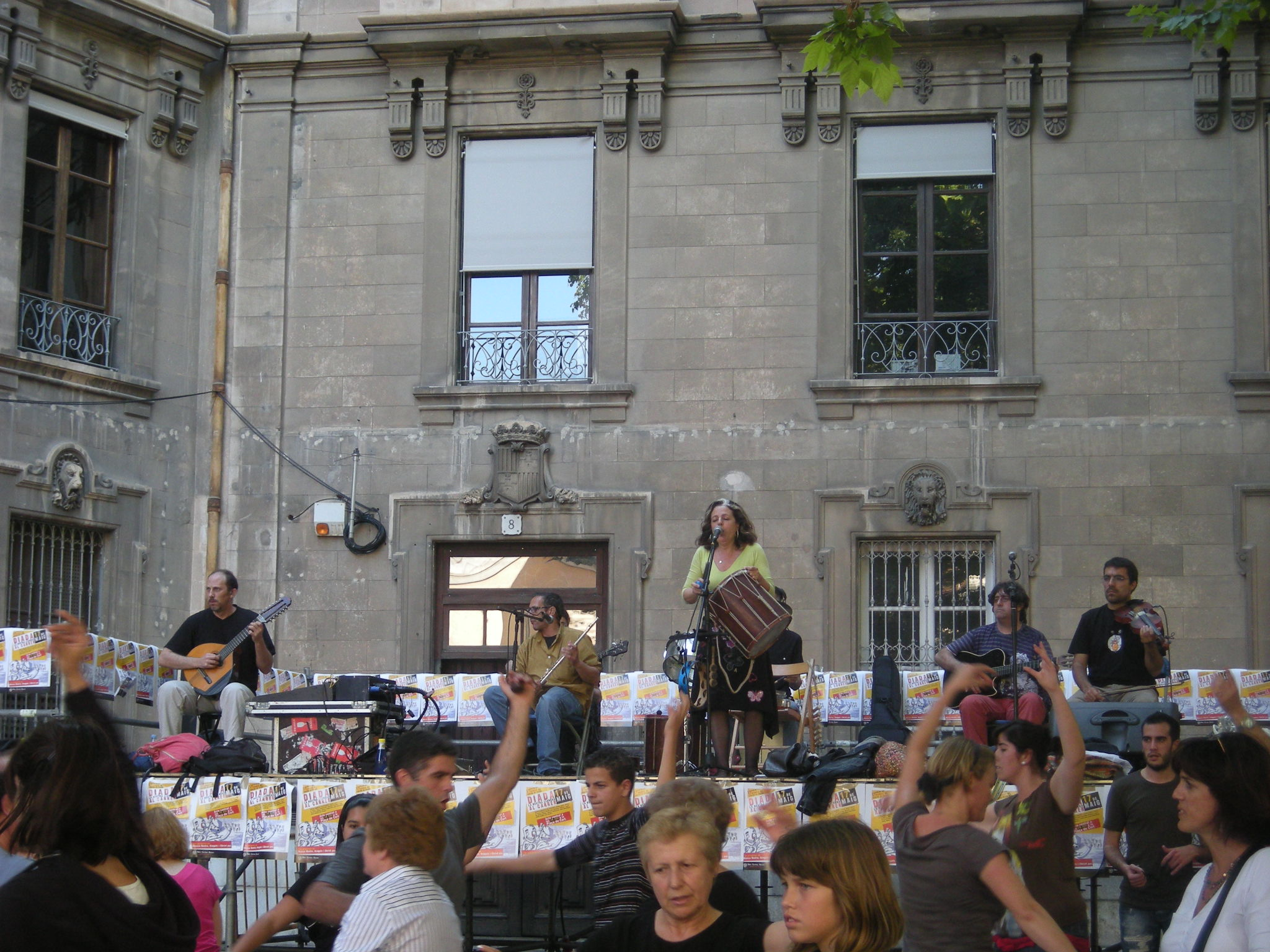
En un concert el maig de 2008 a Palma.

Música Nostra és un grup de música popular format a Mallorca l'any 1981.
La formació ha tingut com a objectius la dignificació de la música popular i la recuperació del ball de bot, i ha combinat la tradició amb un tractament instrumental i harmònic contemporani.

## Components
Música Nostra la formen:
- Miquela Lladó (veu)
- Pep Toni Rubio (flautes)
- Toni Pastor (llaüt)
- Pep Balaguer (guitarra)
- Bernat Cabot (violí)
- Jimmy Torres (baix)
- Hugo Sócrate (percussió)

## Discografia
Ha editat deu discos:
- Ball de bot (1981)
- Vetlades d'antany (1983)
- Va de jota (1985)
- Ball a sa plaça (1988)
- Deu anys (1989)
- Giravolt (1992)
- De dia i de nit (1996)
- En directe (2000)
- Música nostra canta Nadal (2001)
- +D26 (2007)[3]